# Lispe mirabilis
Lispe mirabilis är en tvåvingeart som först beskrevs av Stein 1918.  Lispe mirabilis ingår i släktet Lispe och familjen husflugor. Inga underarter finns listade i Catalogue of Life.